# Hyposemansis mediopallens
Hyposemansis mediopallens är en fjärilsart som beskrevs av Alfred Ernest Wileman och South 1917. Hyposemansis mediopallens ingår i släktet Hyposemansis och familjen nattflyn. Inga underarter finns listade i Catalogue of Life.